# Marathon de Paris 2018
Navigation
2017 2019
Le Marathon de Paris 2018, officiellement le Schneider Electric Marathon de Paris, est la 42e édition du Marathon de Paris, en France, qui a lieu le dimanche 8 avril 2018.

## Déroulement
Sidy Diallo, docteur en médecine installé à Saint-Quentin-en-Yvelines, termine l'épreuve pieds nus en 3 h 54 min 17 s. Ce sexagénaire, également diplomate — premier conseiller à l'ambassade de France au Suriname — est un adepte de cette discipline particulière, rendue célèbre en 1960 par le marathonien éthiopien Abebe Bikila aux jeux olympiques de Rome,.

## Résultats
Les résultats du Marathon de Paris 2018 chez les hommes, femmes et handisport :

### Hommes
| Rang | Athlète         | Temps           |
| ---- | --------------- | --------------- |
|      | Paul Lonyangata | 2 h 06 min 25 s |
|      | Mathew Kisorio  | 2 h 06 min 36 s |
|      | Ernest Ngeno    | 2 h 06 min 41 s |

### Femmes
| Rang | Athlète          | Temps           |
| ---- | ---------------- | --------------- |
|      | Betsy Saina      | 2 h 22 min 55 s |
|      | Ruth Chepngetich | 2 h 22 min 59 s |
|      | Gulume Chala     | 2 h 23 min 06 s |